# Chaudhry Muhammad Ali
Chaudhry Mohammad Ali (Punjabi, Urdu: چوہدری محمد علی‎; 15 de julho de 1905 – 2 de dezembro de 1982) foi primeiro-ministro do Paquistão entre 1955 e 1956. Foi durante o seu mandato que a Constituição de 1956 do Paquistão foi lançada, mas que mais tarde seria revogada com um golpe de estado em 1958. Ao longo da sua carreira, foi também ministro das finanças e ministro da defesa.